# Raketenjagdpanzer 2
Der Raketenjagdpanzer 2 (RakJPz 2) war ein von der Bundeswehr zwischen 1967 und 1982 eingesetzter Jagdpanzer bzw. Raketenjagdpanzer. Die Prototypentwicklung dauerte von 1963 bis 1965, die Serienfertigung erfolgte von 1966 bis 1967.

## Grunddaten
Er entstand bei Henschel und Hanomag auf dem gleichen Fahrgestell wie der Kanonenjagdpanzer. Die Besatzung bestand aus vier Soldaten. Fahrer, Lenkschütze und Kommandant saßen in einer Reihe von links nach rechts, der Raketenschütze entgegen der Fahrtrichtung im Rücken des Lenkschützen. Nachdem im Jahr 1965 sechs Vorserienfahrzeuge erprobt wurden, bauten Rheinstahl-Hanomag und Henschel 1967/68 insgesamt 316 Raketenjagdpanzer 2.

## Bewaffnung
Die Bewaffnung bestand aus zwei Startanlagen für die drahtgelenkte Panzerabwehrlenkrakete SS 11, einem Fliegerabwehr- und einem Bugmaschinengewehr vom Typ MG1, später MG3 bzw. MG3A1. Der Raketenjagdpanzer verfügte über 14 Panzerabwehrraketen, von denen zwölf in speziellen Halterungen gelagert waren, während die restlichen zwei auf den Startrampen rechts und links hinter Fahrer bzw. Kommandant mitgeführt wurden. Der Raketenjagdpanzer sollte vornehmlich Panzer im Entfernungsbereich zwischen 1500 und 4000 m bekämpfen, da die Reichweite bzw. Treffgenauigkeit der Kanonen von Kanonenjagdpanzer und Kampfpanzer bei diesen Entfernungen nicht gegeben bzw. der Lenkrakete unterlegen waren. Die Reichweite der Panzerabwehrlenkrakete SS 11 war abhängig von der Brenndauer des Triebwerkes und betrug 4000 m beim Typ SS 11 A 1 beziehungsweise 3800 m beim Typ SS 11 B 1. Je nach Entfernung konnten zwei bis höchstens drei Lenkraketen pro Minute abgefeuert werden.

## Einsatz in der Bundeswehr

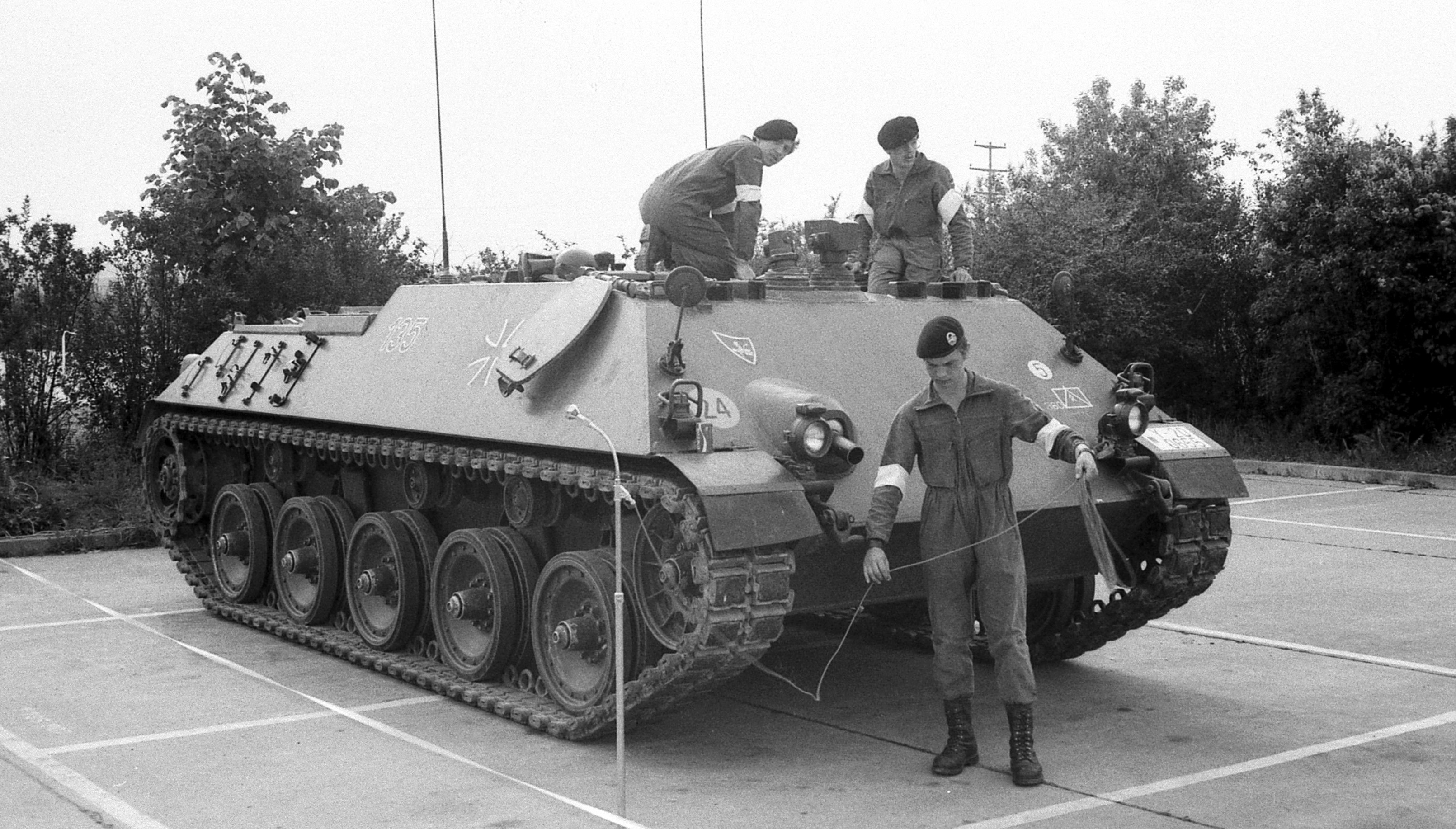
RakJgPz 2 (SS11), PzJgKp 360 Külsheim, 1978.jpg

1967 wurden die ersten Panzer an die Bundeswehr ausgeliefert. Ab 1968 erfolgte die Ausrüstung der Panzerjägerkompanien der Panzergrenadierbrigaden mit acht Panzern. Gleichzeitig wurden Panzerjägerkompanien in den Panzerbrigaden neu aufgestellt, die 13 Raketenjagdpanzer 2 erhielten. Es wurden insgesamt 316 Raketenjagdpanzer 2 hergestellt. Ab 1978 bis 1982 wurden sie zum Jagdpanzer Jaguar 1 mit der Waffenanlage HOT umgerüstet.